# Los bastardos (película de 2023)
Los bastardos es una película de suspenso argentina de 2023 dirigida por Pablo Yotich. Narra la historia de una mafia que atemoriza el conurbano y es liderada por un intendente. Está protagonizada por un reparto  de actores integrado por Gerardo Romano, Pablo Yotich, Arturo Bonín, Gustavo Garzón, Pablo Rago, Virginia Lago, Nacha Guevara, Alejandro Fiore, Vanesa González y Sergio Surraco. La película se estrenó el 30 de marzo de 2023 en las salas de cines de Argentina.
La película está basada en los hechos vividos en la ciudad de Merlo durante la intendencia del político Raúl Othacehé, cuyo mandato duró más de veinte años (1991-2015) y se vio interrumpida por la llegada del abogado Gustavo Menéndez.

## Sinopsis
La trama transcurre en la localidad de Merlo (Buenos Aires), donde un intendente conocido como el «Vasco» creó una mafia, en la cual desarrolló actos delictivos como la corrupción política, que le permitió adquirir un poder impune, que incluye las órdenes de asesinar a las personas que se interponen en su camino, lo cual generó temor y miedo entre sus empleados y los ciudadanos. No obstante, dentro del municipio surge la figura de un dirigente joven llamado Gustavo «Tano» Ménendez que está dispuesto a terminar con toda la corrupción desatada por el Vasco, ocasionando uno de los mayores enfrentamientos políticos de la historia en la localidad.

## Elenco
- Gerardo Romano como «El Vasco» Otoche
- Pablo Yotich como Gustavo «Tano» Méndez
- Arturo Bonín como «Seis Dedos»
- Gustavo Garzón como «Turco»
- Pablo Rago como Camarógrafo
- Virginia Lago como Yolanda
- Alejandro Fiore como Mauricio
- Vanesa González como Yolanda (joven)
- Sergio Surraco como «Lagarto»
- Nacha Guevara como Eva
- Rodolfo Ranni como Ramón
- Roly Serrano como Don Gutiérrez
- Betiana Blum como Margarita Ríos
- Florencia Otero como Karina
- Alejandro Müller como Jefe de campaña
- Rodrigo Guirao Díaz como Esteban
- Magui Bravi como Mujer golpeada
- Inés Palombo como Ana Zanelli
- Santiago Caamaño como Fernando
- Germán Tripel como Pedro
- Agustina Benedettelli como Paula
- Micaela Riera como Roxana
- Agustina Posse como Esposa de Manuel
- Santino Ríos como Tano (joven)
- Ezequiel Guazzora como Pablo
- Gabriel Almirón como Manuel
- Rodrigo Noya como Sebastián Rosales
- Santiago Ríos como Padre Alejandro
- Mario Alarcón como Franco
- María Valenzuela como Marta
- Federico Barón como Juan
- Toti Ciliberto como Propietario

## Recepción

### Comentarios de la crítica
La película recibió reseñas negativas por parte de los críticos. Santiago García de Leer cine consideró que «se trata simplemente de una película muy mala» con «una narración propia de un cine casi amateur, con algunos momentos más prolijos que otros, con algo de esmero para resolver algunas escenas y con otros momentos de telenovela barata de hace cuarenta años atrás». Catalina Dlugi en su portal señaló que el filme «tiene muy buenas intenciones» y «que Gerardo Romano cumple a la perfección» con su personaje. Marcelo Cafferata de Lúdico News escribió que la película cae en lugares comunes, donde «todo se resuelve de una forma burda y completamente torpe, sin una sola sutileza» y que la aparición de los grandes actores se reducen a pequeñas apariciones sin «ningún desarrollo dramático en la película».